# Austrocactus bertinii
Austrocactus bertinii ist eine Pflanzenart in der Gattung Austrocactus aus der Familie der Kakteengewächse (Cactaceae). Das Artepitheton bertinii ehrt Pierre Bertin (1800–1891), der Pflanzen in Patagonien sammelte.

## Beschreibung
Austrocactus bertinii wächst meist einzeln mit kurz zylindrischen, olivgrünen Trieben, die bei Durchmessern von 5 Zentimetern und mehr Wuchshöhen von bis 40 Zentimetern erreichen. Es sind 10 bis 12 Rippen vorhanden, die auffällig in Höcker gegliedert sind. Die 4 schlanken, stark hakigen Mitteldornen sind braun bis schwarz und bis 6 Zentimeter lang. Die etwa 15 nadeligen Randdornen sind hell und bis 1 Zentimeter lang.
Die etwas rosagelblichen Blüten haben eine Länge von bis 6 Zentimetern und einen Durchmesser von 10 Zentimetern.

## Verbreitung, Systematik und Gefährdung
Austrocactus bertinii ist in den argentinischen Provinzen Neuquén, Río Negro, Chubut und Santa Cruz in Höhenlagen bis 1000 Metern verbreitet.
Die Erstbeschreibung als Cereus bertinii durch Jean-François Cels (1810–1888) wurde 1863 veröffentlicht. Nathaniel Lord Britton und Joseph Nelson Rose stellten die Art 1922 in die Gattung Austrocactus. Weitere nomenklatorische Synonyme sind Echinocereus bertinii (J.F.Cels) Walton (1898), Echinocactus bertinii (J.F.Cels) A.Berger (1929), Malacocarpus bertinii (J.F.Cels) Hosseus (1939, unkorrekter Name ICBN-Artikel 11.4) und Notocactus bertinii (J.F.Cels) W.T.Marshall (1941).
In der Roten Liste gefährdeter Arten der IUCN wird die Art als „Least Concern (LC)“, d. h. als nicht gefährdet geführt.

## Nachweise